# Åsenhöga
Åsenhöga är en ort i Gnosjö kommun i Jönköpings län, kyrkby i Åsenhöga socken, belägen ca 6 km norr om Gnosjö. 2015 förlorade Åsenhöga sin status som tätort på grund av att folkmängden minskat till under 200 personer. Istället avgränsades här en småort.
Innan järnvägen kom till Gnosjö var Åsenhöga det större samhället av de två, vilket avspeglas i den stora kyrkan (Åsenhöga kyrka) mitt i byn.
I Åsenhöga finns låg- och mellanstadieskola.
Exempel på föreningar är Åsenhöga Hembygdsförening och Åsenhöga Missionsförsamling. Missionsförsamlingen har en bleckblåsorkester, Åsenhöga Brassband.

## Befolkningsutveckling
| Befolkningsutvecklingen i Åsenhöga 1990–2015        | Befolkningsutvecklingen i Åsenhöga 1990–2015 | Befolkningsutvecklingen i Åsenhöga 1990–2015 | Befolkningsutvecklingen i Åsenhöga 1990–2015 | Befolkningsutvecklingen i Åsenhöga 1990–2015 |
| --------------------------------------------------- | -------------------------------------------- | -------------------------------------------- | -------------------------------------------- | -------------------------------------------- |
|                                                     |                                              |                                              |                                              |                                              |
| År                                                  |                                              |                                              | Folkmängd                                    | Areal (ha)                                   |
| 1990                                                | 1990                                         |                                              | 178                                          | 18#                                          |
| 1995                                                | 1995                                         |                                              | 252                                          | 37                                           |
| 2000                                                | 2000                                         |                                              | 233                                          | 37                                           |
| 2005                                                | 2005                                         |                                              | 200                                          | 37                                           |
| 2010                                                | 2010                                         |                                              | 210                                          | 37                                           |
| 2015                                                | 2015                                         |                                              | 191                                          | 44#                                          |
| Anm.: Ny tätort 1995, ej tätort 2015. # Som småort. |                                              |                                              |                                              |                                              |